# 篠谷聖
篠谷聖（1989年10月3日—）日本男演員。隸屬於Challenger's Production旗下的藝人，出生於日本東京都。血型O型，身高171cm，體重56 kg。興趣是電影鑑賞、買東西。特技是游泳、Breaking、倒立。

## 主要作品

### 電視劇
- Wild Strawberry（2008年）

### 舞台劇
- サンディ『飛行機雲～DJから特攻隊へ愛を込めて～』特攻隊員・上等飛行兵槽：青木剛
- Gファンタジー『switch』龍玄：少年役
- 音樂劇「NEN,GOO!～お江戸のスターが勢ぞろい」- 飾 小次郎
- 《網球王子舞台劇》（飾 甲斐裕次郎）
  - Progressive Match 比嘉 feat.立海
  - Dream Live 5th
  - The Imperial Presence 氷帝feat.比嘉
- エブリ リトル シング
- SAMURAI７ 飾 勝四郎

### CM
- Ｂｅａｕｔｅｅｎ

### DVD
- White cube Vol.2 AILE篇（2008/4/30）
- White cube Vol.3 京和傘篇（2008/8/15）
- White cube Vol.6 華道篇（2008/9/15）
- White cube Vol.9 雕金篇（2008/10/15）

### 寫真集
- 1st寫真集「無我夢中」

## 外部連結
- 官方網站
- 篠谷聖官方Blog『HIJIRISM』
- Challenger's Production